# Cristians Alemanys
Els Cristians Alemanys, en alemany Deutsche Christen, foren un moviment religiós iniciat per un grup de clergues i feligresos de les esglésies protestants d'Alemanya el 1931 qui proposaren i difongueren una fusió d'elements del Cristianisme i del nazisme per rendir-se a la ideologia del Tercer Reich sense afectar llurs creences.

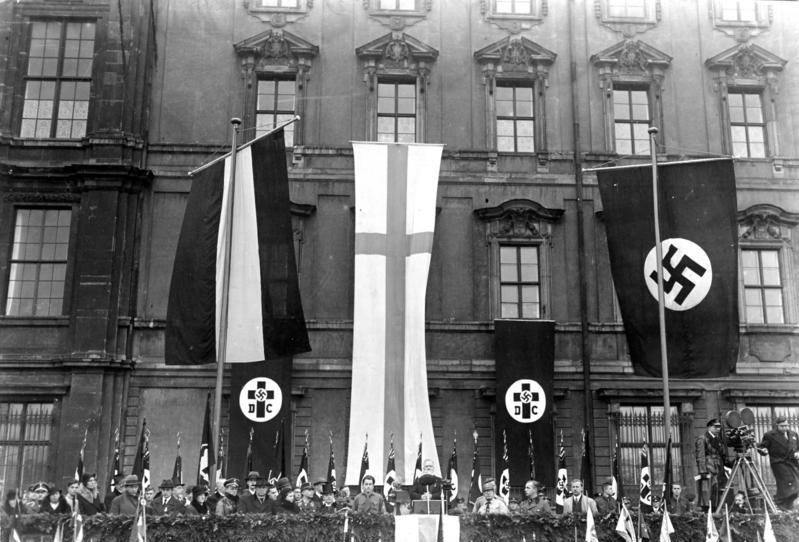
Els Cristians Alemanys celebrant el Dia de Luter a Berlín el 1933.

Bandera dels Cristians Alemanys.

## Doctrines
L'antisemitisme era un pensament força difós a Alemanya durant l'època de la instauració del Tercer Reich i ja hi havia clergues protestants que abrigaven idees antisemites, qui veieren amb aprovació l'aparició del règim nazi com a enemic dels jueus, del comunisme i del liberalisme. El nacionalisme extrem dels nazis també invitava certs pastors protestants a postular la possibilitat de crear un "cristianisme ari" que fos compatible amb les doctrines nazis.
Líders conservadors del protestantisme alemany acceptaren la idea que la singularitat nacional d'Alemanya justificava que el Cristianisme hagués d'adaptar-se a les necessitats nacionals germanes. El fet que la Reforma Protestant nasqués precisament a Alemanya, amb la postulació de Les 95 tesis de Martí Luter el 1517 enfortia la idea que Alemanya tenia un lloc prominent en la tradició del protestantisme en consonància amb la ideologia nazi que atribuïa al poble alemany una superioritat racial.
En contrast, el fet que l'Església Catòlica estigués governada per una autoritat supranacional com la Santa Seu permetia als clergues protestants condemnar el catolicisme com "element poc fiable" per al nacionalisme alemany en tant que devia obediència a una autoritat estrangera (el Papa), admetia com a líders religiosos (bisbes i cardenals) individus de nacions no alemanyes i per la seva "universalitat" estava subjecte a influències foranes.
D'igual manera, els Cristians Alemanys propugnaven "germanitzar" el Cristianisme eliminant-ne els elements jueus de la fe cristiana (com l'Antic Testament), declarar la condició ària de Jesucrist (negant la seva condició ètnica de jueu), insistir en l'acatament absolut envers tota autoritat terrenal civil (basant-se en una epístola de Sant Pau), i fent coincidir la doctrina de la salvació cristiana amb l'expansionisme alemany, a l'extrem de considerar Hitler com "completador de la Reforma". Tot aquest conjunt d'idees, properes al sincretisme, foren anomenades "Cristianisme positiu".

## Activitat
Els Cristians Alemanys foren fundats pel bisbe protestant Joachin Hossenfelder i el teòleg Ludwig Müller el 1931, però eren un moviment petit i marginal abans de l'ascens de Hitler al poder. Després de la instauració del nazisme el 1933, aconseguiren més importància i són estimats pel nou règim com a eina útil per controlar les diverses esglésies protestants d'Alemanya (luterana, calvinista, presbiteriana, congregacional, metodista) i realitzar una Gleichschaltung per unir-les en un sol grup al servei del nazisme. Per això el líder dels Cristians Alemanys, el teòleg Müller, presentà un projecte d'establir una "Església Evangèlica Alemanya", la Deutsche Evangelische Kirche (DEK).
Les esglésies protestants d'Alemanya acceptaren el pla per evitar conflictes amb el règim nazi, fixant-se una elecció el maig del 1933 per designar el superintendent de la DEK, postulant-se Müller per a aquesta elecció. Això no obstant, Müller mancava de real adhesió entre els clergues protestants i semblava com excessivament dòcil al nazisme. En l'elecció guanyà el pastor Friedrich von Bodelschwingh, un opositor al nazisme. Adolf Hitler reaccionà furiosament en ser rebutjat el seu candidat i el règim començà a hostiltizar la DEK, tancant entitats religioses, destituint o arrestant pastors i clergues. Davant d'aquestes pressions, Friedrich von Bodelschwingh renuncià el juliol del 1933 per permetre que Müller prengués control de la DEK.
Müller prengué immediatament mesures d'acord amb les polítiques nazis, imposant el Paràgraf Ari a la DEK, es destituïren clergues d'origen jueu o casats amb dones de sang jueva, es prohibí la conversió i bateig de jueus a les esglésies protestants i s'atorgà aprovació a aspectes de la ideologia nazi que poguessin ser conflictius amb la fe cristiana, reiterant, per exemple, que l'antisemitisme estava justificat en haver estat el poble jueu "l'assassí de Jesucrist". Com a reacció, l'any 1934 es fundà l'Església Confessant, liderada pels pastors Martin Niemöller i Dietrich Bonhoeffer com a organització protestant oposada a 
l'orientació pro-nazi de la DEK, essent que els líders confessants aviat patiren persecució de les autoritats hitlerianes.
Els Cristians Alemanys mantingueren control sobre la DEK durant l'existència del Tercer Reich, però l'inevitable xoc entre nazisme i Cristianisme feu que la pròpia DEK perdés influència real sobre els feligresos protestants des del 1937 en pressionar les diverses esglésies perquè acceptessin i aprovessin les doctrines del nazisme, àdhuc en els seus aspectes més anticristians. El règim nazi disposà que els afers religiosos fossin finalment tramitats mitjançant entitats administratives governamentals, si bé permeté que els Cristians Alemanys es mantinguessin actius fins al 1945.